# 謝子祺
謝子祺，前香港太古城東區議員。謝子祺畢業於香港城市大學電腦工程系，2004年畢業後，一直從事資訊科技工作。2008年葉劉淑儀參選立法會，謝子祺參與助選工作，其後加入葉劉淑儀議員辦事處，專責立法會教育、科技、文化等政策範疇的工作。

## 從政生涯
在2011年的區議會選舉，他代表新民黨競逐東區區議會太古城東選區議席，挑戰現任區議員曹漢光，最終以2,270票（58.28%）當選。
在2012年香港立法會選舉，葉劉淑儀以新民黨名義角逐連任港島區直選，並帶領黃楚峰及謝子祺組成三人團隊，最終以30,289票（9.16%），取得港島區七席中的第六席位置。
在2015年的區議會選舉，他代表新民黨競逐東區區議會太古城東選區議席，競逐連任，最終以2,587票（49.17%）落敗。

## 連結
- 謝子祺 Facebook（页面存档备份，存于）

- 謝子祺區議員辦事處

- 謝子祺最想畀葉太鬧

- 參選報導（页面存档备份，存于）

| 前任： 曹漢光 | 東區區議會太古城東選區 2012年—2015年 | 繼任： 王振星 |